# Фіхтельберг (Баварія)
Фіхтельберг (нім. Fichtelberg) — громада в Німеччині, розташована в землі Баварія. Підпорядковується адміністративному округу Верхня Франконія. Входить до складу району Байройт.
Площа — 5,17 км2. Населення становить 1778 ос. (станом на 31 грудня 2020).